# Rosselange
Rosselange – miejscowość i gmina we Francji, w regionie Grand Est, w departamencie Mozela.
Według danych na rok 1990 gminę zamieszkiwały 3 242 osoby, a gęstość zaludnienia wynosiła 606 osób/km² (wśród 2335 gmin Lotaryngii Rosselange plasuje się na 132. miejscu pod względem liczby ludności, natomiast pod względem powierzchni na miejscu 979.).